# CAF Champions League 2010
Die CAF Champions League 2010 ist die 14. Auflage dieses von der CAF organisierten Turniers. Sie begann am 12. Februar 2010 mit der Vorrunde. Titelverteidiger ist Tout Puissant Mazembe aus der Demokratischen Republik Kongo, der nach einem 5:0-Sieg im Hinspiel, im Rückspiel 1:1 gegen  Espérance Sportive de Tunis spielte und somit den Titel verteidigte.

## Qualifikation
Theoretisch sind alle Mitgliedsverbände der CAF berechtigt Mannschaften zu entsenden. Für die 12 besten Nationalverbände der CAF-Fünfjahreswertung sind automatisch jeweils zwei Startplätze reserviert. Hierbei gilt für die Qualifikation zur Champions League 2010 die Wertung der Jahre 2004 bis 2008. Somit ergibt sich aus der Anzahl der zur CAF gehörenden Fußballverbände, dass maximal 67 Mannschaften an der Champions League teilnehmen könnten.
Startberechtigt sind jeweils zwei Mannschaften aus den folgenden Ländern, angegeben in Reihenfolge der Fünfjahreswertung:
- Tunesien
- Ägypten
- Nigeria
- Ghana
- Marokko
- Elfenbeinküste
- Sudan
- Kamerun
- Südafrika
- Algerien
- Libyen
- Simbabwe

Alle anderen Länder haben einen Startplatz.

## Ergebnisse

### Vorrunde
Hinspiele vom 12. bis 14. Februar, Rückspiele vom 26. bis 28. Februar 2010.
|                             | Gesamt    |                             | Hinspiel | Rückspiel |
| --------------------------- | --------- | --------------------------- | -------- | --------- |
| APR FC                      | 3:2       | Recreativo Libolo           | 2:2      | 1:0       |
| Djoliba AC                  | 1:0       | Al-Ahly Bengasi             | 1:0      | 0:0       |
| ASC Linguère                | 6:2       | Asante Kotoko               | 2:0      | 4:2       |
| Sofapaka FC                 | 0:2       | Ismaily SC                  | 0:0      | 0:2       |
| US Stade Tamponnaise        | 5:2       | Ajesaia                     | 2:1      | 3:1       |
| – 1                         | –         | Africa Sports National      | –        | –         |
| Fello Star                  | 2:4       | Raja Casablanca             | 1:3      | 1:1       |
| CD Elá Nguema               | 3:9       | Atlético Petróleos Luanda   | 2:3      | 1:6       |
| Sahel SC                    | (a)2:2(a) | Club Africain Tunis         | 2:1      | 0:1       |
| FC Armed Forces             | 1:5       | JS Kabylie                  | 1:2      | 0:3       |
| Gazelle FC                  | 3:2       | Bayelsa United              | 1:0      | 2:2       |
| Saint-George SA             | 2:4       | Al-Merrikh Khartum          | 1:1      | 1:3       |
| East End Lions              | 4:5       | Espérance Sportive de Tunis | 2:2      | 2:3       |
| AS Stade Mandji             | 1:6       | ASFA-Yennenga Ouagadougou   | 0:2      | 1:4       |
| La Passe FC                 | 2:3       | Curepipe Starlight          | 1:0      | 1:3       |
| Gaborone United             | (a)2:2(a) | Orlando Pirates             | 0:0      | 2:2       |
| Young Africans SC           | 2:4       | FC Saint Eloi Lupopo        | 2:3      | 0:1       |
| Mafunzo FC                  | 1:6       | Gunners FC                  | 1:2      | 0:4       |
| AS Tempête Mocaf Bangui     | 1:8       | Al-Ittihad Tripolis         | 1:2      | 0:6       |
| OS Balantas                 | 0:3       | Difaâ d’El Jadida           | 0:0      | 0:3       |
| Uganda Revenue Authority SC | 1:4       | Zanaco FC                   | 1:0      | 0:4       |
| – 1                         | –         | Union Douala                | –        | –         |
| Diables Noirs               | 3:4       | ES Sétif                    | 3:2      | 0:2       |
| Vital’O FC                  | 5:7       | Tiko United                 | 2:2      | 3:5       |
| Mbabane Swallows            | 3:5       | Supersport United           | 1:3      | 2:2       |
| CN de Mitsamiouli           | 4:9       | Clube Ferroviário de Maputo | 3:5      | 1:4       |

Ein Freilos in der Vorrunde erhielten:
- Al-Ahly Kairo
- Al-Hilal Khartum
- ASEC Mimosas
- Dynamos FC
- Heartland FC
- Tout Puissant Mazembe

### Erste Runde
Hinspiele vom 19. bis 21. März, Rückspiele vom 2. bis 4. April 2010.
|                             | Gesamt          |                             | Hinspiel | Rückspiel |
| --------------------------- | --------------- | --------------------------- | -------- | --------- |
| APR FC                      | 1:2             | Tout Puissant Mazembe       | 1:0      | 0:2       |
| Djoliba AC                  | 5:3             | ASC Linguère                | 1:0      | 4:3       |
| Ismaily SC                  | 4:2             | US Stade Tamponnaise        | 3:1      | 0:1       |
| Africa Sports National      | 1:4             | Al-Hilal Khartum            | 0:0      | 1:4       |
| Raja Casablanca             | 1:2             | Atlético Petróleos Luanda   | 1:1      | 0:1       |
| Club Africain Tunis         | 1:2             | JS Kabylie                  | 1:1      | 0:1       |
| Gazelle FC                  | 1:3             | Al-Merrikh Khartum          | 1:1      | 0:2       |
| Espérance Sportive de Tunis | 7:2             | ASFA-Yennenga Ouagadougou   | 4:1      | 3:1       |
| Curepipe Starlight          | 0:6             | Gaborone United             | 0:3      | 0:3       |
| FC Saint Eloi Lupopo        | 0:2             | Dynamos FC                  | 0:1      | 0:1       |
| Gunners FC                  | 1:2             | Al-Ahly Kairo               | 1:0      | 0:2       |
| Al-Ittihad Tripolis         | 2:2 (4:3 i. E.) | Difaâ d’El Jadida           | 1:1      | 1:1       |
| Zanaco FC                   | 2:1             | ASEC Mimosas                | 1:0      | 1:1       |
| Union Douala                | 0:7             | ES Sétif                    | 0:2      | 0:5       |
| Tiko United                 | (a)3:3(a)       | Heartland FC                | 2:2      | 1:1       |
| Supersport United           | 3:2             | Clube Ferroviário de Maputo | 3:0      | 0:2       |

### Achtelfinale
Hinspiele vom 23. bis 25. April, Rückspiele vom 7. bis 9. Mai 2010.
|                             | Gesamt |                           | Hinspiel | Rückspiel |
| --------------------------- | ------ | ------------------------- | -------- | --------- |
| Al-Ittihad Tripolis         | 2:3    | Al-Ahly Kairo             | 2:0      | 0:3       |
| Espérance Sportive de Tunis | 4:1    | Al-Merrikh Khartum        | 3:0      | 1:1       |
| ES Sétif                    | 3:2    | Zanaco FC                 | 1:0      | 2:2       |
| Supersport United           | 2:4    | Heartland FC              | 1:1      | 1:3       |
| Djoliba AC                  | 0:4    | Tout Puissant Mazembe     | 0:1      | 0:3       |
| JS Kabylie                  | 3:2    | Atlético Petróleos Luanda | 2:0      | 1:2       |
| Al-Hilal Khartum            | 1:4    | Ismaily SC                | 0:1      | 1:3       |
| Dynamos FC                  | 4:2    | Gaborone United           | 4:1      | 0:1       |

### Viertelfinale (Gruppenphase)
In der Viertelfinal-Gruppenphase treten in zwei Gruppen jeweils vier Mannschaften in Hin- und Rückspielen gegeneinander an. Die Gruppenersten und -zweiten qualifizieren sich für das Halbfinale.

#### Gruppe A
| Pl. | Verein     | Sp. | S | U | N | Tore    | Diff. | Punkte |
| --- | ---------- | --- | - | - | - | ------- | ----- | ------ |
| 1.  | ES Tunis   | 6   | 4 | 1 | 1 | 009:400 | +5    | 13     |
| 2.  | TP Mazembe | 6   | 3 | 2 | 1 | 008:700 | +1    | 11     |
| 3.  | ES Sétif   | 6   | 1 | 3 | 2 | 002:700 | −5    | 06     |
| 4.  | Dynamos FC | 6   | 1 | 0 | 5 | 002:900 | −7    | 03     |

| 18. Juli 2010 15:00        |     |            |
| Dynamos FC                 | 0:2 | TP Mazembe |
| 16. Juli 2010 21:30        |     |            |
| ES Sétif                   | 0:1 | ES Tunis   |
| 1. August 2010             |     |            |
| TP Mazembe                 | 2:2 | ES Sétif   |
| 31. Juli 2010              |     |            |
| ES Tunis                   | 1:0 | FC Dynamos |
| 15. August 2010            |     |            |
| Dynamos FC                 | 1:0 | ES Sétif   |
| 15. August 2010            |     |            |
| TP Mazembe                 | 2:1 | ES Tunis   |
| 27. August 2010            |     |            |
| ES Sétif                   | 3:0 | Dynamos FC |
| 28. August 2010            |     |            |
| ES Tunis                   | 3:0 | TP Mazembe |
| 11. September 2010         |     |            |
| ES Tunis                   | 2:2 | ES Sétif   |
| 12. September 2010         |     |            |
| TP Mazembe                 | 2:1 | Dynamos FC |
| 17./18./19. September 2010 |     |            |
| ES Sétif                   | 0:0 | TP Mazembe |
| 17./18./19. September 2010 |     |            |
| Dynamos FC                 | 0:1 | ES Tunis   |

#### Gruppe B
| Pl. | Verein        | Sp. | S | U | N | Tore    | Diff. | Punkte |
| --- | ------------- | --- | - | - | - | ------- | ----- | ------ |
| 1.  | JS Kabylie    | 6   | 4 | 2 | 0 | 006:200 | +4    | 14     |
| 2.  | Al-Ahly Kairo | 6   | 2 | 2 | 2 | 008:900 | −1    | 08     |
| 3.  | Ismaily SC    | 6   | 2 | 0 | 4 | 007:800 | −1    | 06     |
| 4.  | Heartland FC  | 6   | 1 | 2 | 3 | 005:700 | −2    | 05     |

| 18. Juli 2010 19:30        |     |               |
| Ismaily SC                 | 0:1 | JS Kabylie    |
| 18. Juli 2010 16:00        |     |               |
| Heartland FC               | 1:1 | Al-Ahly Kairo |
| 31. Juli 2010              |     |               |
| JS Kabylie                 | 1:0 | Heartland FC  |
| 1. August 2010             |     |               |
| Al-Ahly Kairo              | 2:1 | Ismaily SC    |
| 15. August 2010            |     |               |
| Ismaily SC                 | 1:0 | Heartland FC  |
| 15. August 2010            |     |               |
| JS Kabylie                 | 1:0 | Al-Ahly Kairo |
| 29. August 2010            |     |               |
| Heartland FC               | 2:1 | Ismaily SC    |
| 29. August 2010            |     |               |
| Al-Ahly Kairo              | 1:1 | JS Kabylie    |
| 10. September 2010         |     |               |
| JS Kabylie                 | 1:0 | Ismaily SC    |
| 12. September 2010         |     |               |
| Al-Ahly Kairo              | 2:1 | Heartland FC  |
| 17./18./19. September 2010 |     |               |
| Heartland FC               | 1:1 | JS Kabylie    |
| 17./18./19. September 2010 |     |               |
| Ismaily SC                 | 4:2 | Al-Ahly Kairo |

## Halbfinale
Hinspiele vom 1. bis 3. Oktober, Rückspiele vom 15. bis 17. Oktober 2010.
|                       | Gesamt    |            | Hinspiel | Rückspiel |
| --------------------- | --------- | ---------- | -------- | --------- |
| Al-Ahly Kairo         | (a)2:2(a) | ES Tunis   | 2:1      | 0:1       |
| Tout Puissant Mazembe | 3:1       | JS Kabylie | 3:1      | 0:0       |

## Finale
Hinspiel am 31. Oktober, Rückspiel am 13. November.
|                       | Gesamt |          | Hinspiel | Rückspiel |
| --------------------- | ------ | -------- | -------- | --------- |
| Tout Puissant Mazembe | 6:1    | ES Tunis | 5:0      | 1:1       |